# Lista över baptistkyrkor i Stockholm
Det här är en lista över baptistkyrkor i Stockholm.

## Tidigare och aktuella baptistkyrkor i Stockholms stad

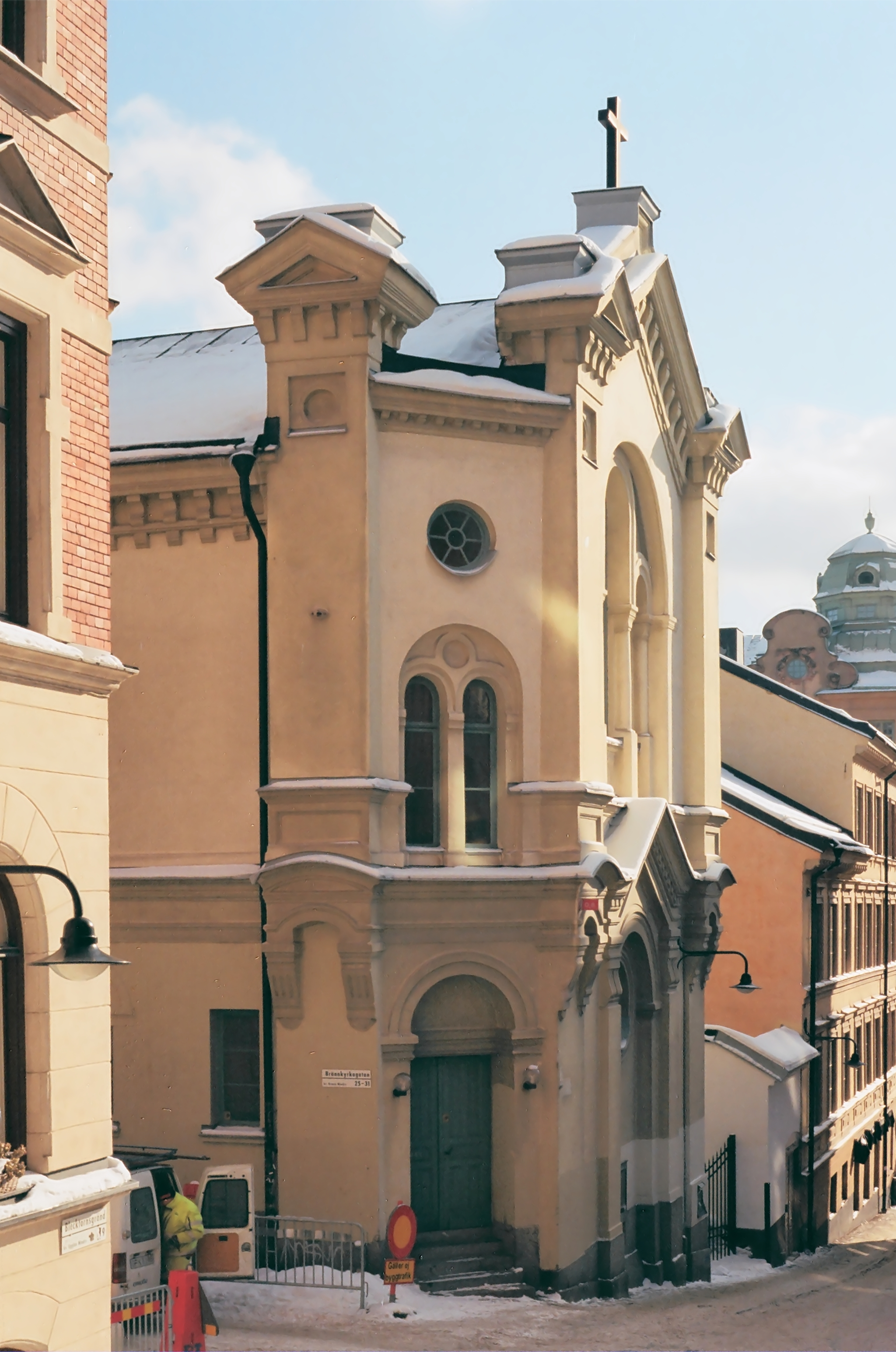
Söderhöjdskyrkan 2011.

- Norrmalm: Betelkapellet, även kallad Centrumkyrkan, var namnet på Stockholms baptistförsamlings (Stockholms 1:a baptistförsamlings) kyrka vid Malmskillnadsgatan 48D i nuvarande Stockholms city. Tabernaklet, vars församling hette Vasastadens Baptistförsamling (Stockholms fjärde baptistförsamling, bildad 1884), låg på Vegagatan 2. Tabernaklet byggdes i hörnet av Observatoriegatan och Vegagatan åren 1890-1894 och revs 1965. Saron (Stockholms åttonde baptistförsamling, bildades 1911) låg på Birger Jarlsgatan 99B. Betelkapellet, Tabernaklet och Saron bildade senare Norrmalms baptistförsamling och lät bygga Norrmalmskyrkan på Norrtullsgatan. Pingstkyrkan Filadelfiakyrkan, Stockholm startade 1910 som Stockholms sjunde baptistförsamling. Enligt uppgift kom flera av de ursprungliga medlemmarna från Salemkyrkan, Ebeneserkyrkan och Betaniakyrkan.
- Södermalm: Salemkyrkan på Folkungagatan 90 var ursprungligen den 1878 bildade Stockholms södra baptistförsamlings kyrka (Stockholms 2:a baptistförsamling). Ebeneserkyrkan var Stockholms 3:e baptistförsamlings kyrka. Ebeneserförsamlingen grundades 1883 och hade verksamhet framförallt på västra Södermalm. De två söderförsamlingarna bidrog till ytterligare nya församlingar, bland andra Centrumkyrkan i Huddinge kommun (1929-1996, är nu kulturlokalen Centrumkyrkan), Johanneskapellet / Baptistkyrkan i Örby (nu Örbykyrkan Filadelfia) och Elimkyrkan i Gröndal (nu riven, låg vid uppfarten till Essingeleden). Församlingarna i Salemkyrkan och gamla Ebeneserkyrkan slogs ihop till Salemkyrkan (Södermalms Baptistförsamling) och hösten 2011 upphörde Salemkyrkan som församling. Lokalen köptes istället av Elimförsamlingen på Östermalm, som efter renovering av Salemkyrkan förlägger sin verksamhet dit och ger byggnaden namnet Folkungakyrkan. Den gamla Ebeneserkyrkan, som ligger vid nuvarande Blecktornsgränd 13, heter numera Söderhöjdskyrkan och är en Evangeliska Frikyrkan-församling.
- Östermalm: Elimkyrkan ligger på Storgatan 26 på Östermalm. Ursprungligen hette församlingen, som bildades 1884, Östermalms baptistförsamling (Stockholms femte baptistförsamling). Nuvarande Elimförsamlingen i Stockholm bildades 1990 genom samgående mellan Östermalms baptistförsamling och Birka frikyrkoförsamling som tidigare hade en kyrka i Birkastaden. Under 2012 såldes Elimkyrkan då församlingen istället köpt Salemkyrkan på Folkungagatan 90. Salemkyrkan fick sedan namnet Folkungakyrkan.
- Kungsholmen: Betaniakyrkan, som invigdes 1904, var det ursprungliga namnet på Kungsholms baptistkyrka. Församlingen, som var Stockholms sjätte baptistförsamling, bildades 1885. Essingekapellet var en utpost till Betaniakyrkan (numera heter Essingekapellet S:t Mikaels och Alla Änglars kyrka och tillhör Liberala katolska kyrkan).
- Bromma: Kyrkan vid Brommaplan (Bromma baptistförsamling bildades 1949).
- Enskede: Triangelkyrkan (Enskede frikyrkoförsamling) är ytterligare en av de församlingar som har gamla band till Söderförsamlingarna.
- Farsta: Centrumkyrkan.
- Hägersten Mälarhöjden: Betelkyrkan.
- Hässelby: Tabernaklet i Hässelby Villastad invigdes 1906 (baptistförsamlingen bildades 1908). Kyrkan heter numera Bergskyrkan och församlingen är ansluten till Evangeliska Frikyrkan.
- Spånga: Spånga Bromstens kapell och Elimkapellet i Flysta.

## Tidigare och aktuella baptistkyrkor i övriga Storstockholmstrakten

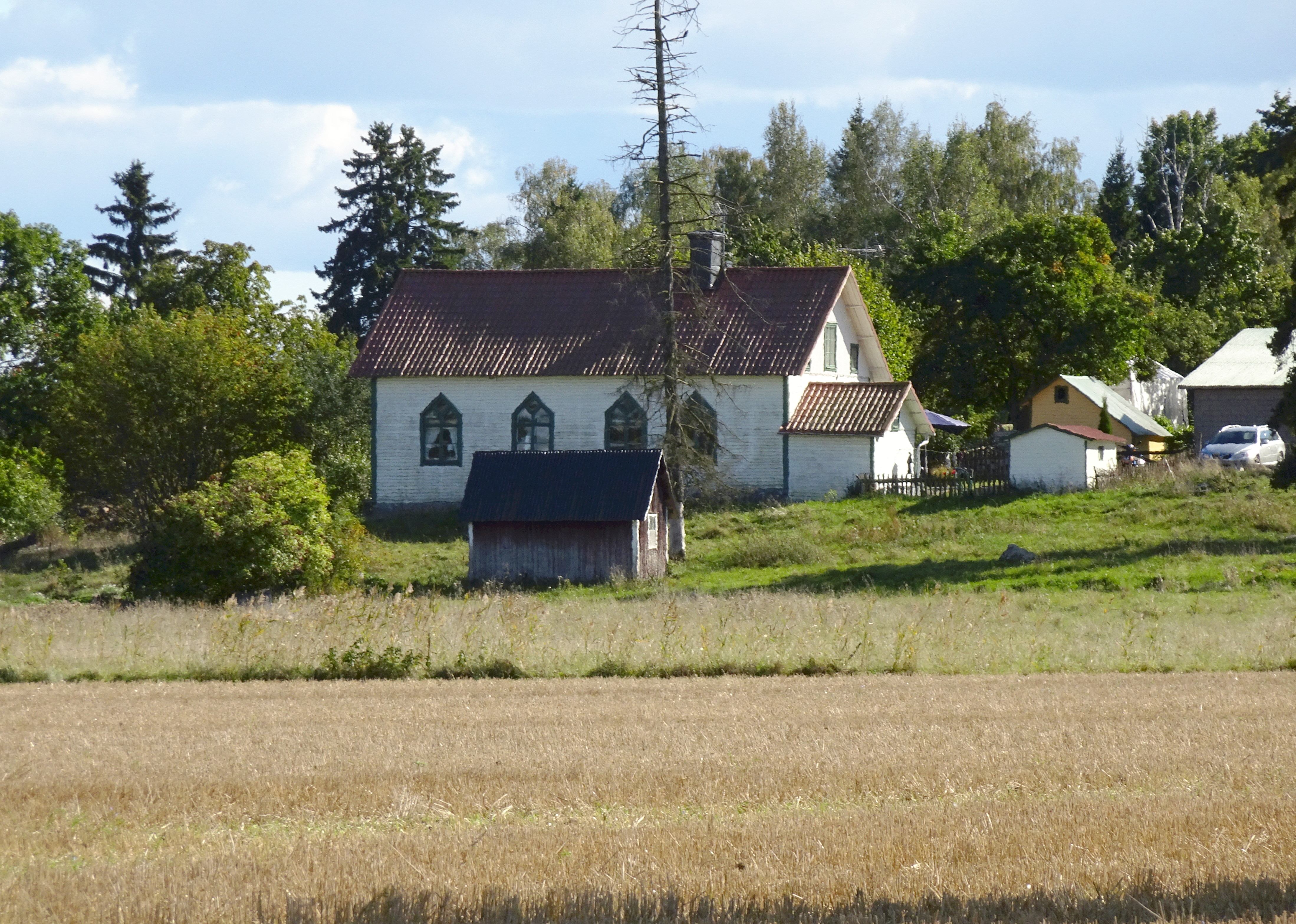
F.d. Adelsö Betelkapell vid Gredby.

- Alunda (Östhammar): Furuhöjdskyrkan (tidigare Alunda Baptistkapellet och Upplands Ekeby Elimkapellet (och Östhammar Baptistkyrkan?)).
- Bålsta: Björksäterkyrkan (tidigare Bålsta Elimkapellet).
- Danderyd: Borgenkyrkan.
- Enköping: Tomasförsamlingens Västerledskyrkan (tidigare Betaniakyrkan är nu riven).
- Gnesta: Frikyrkan Gnesta (tidigare Gnesta Betel).
- Grödinge - Tumba: Vårstakyrkan (tidigare Grödinge Sionsborg och Tumba Betel).
- Järfälla Skälby: Vårdkasekyrkan, var närmast en utpost till Tabernaklet i Hässelby Villastad under åren 1970-2005. Lokalen är nu Barkarby-Skälby Scoutkårs möteslokal Vårdkasen.
- Huddinge: Flemingsbergs Internationella församling. Centrumkyrkan är numera kulturlokalen Centrumkyrkan.
- Knivsta: Gredelbykyrkan.
- Kungsängen: Skogakyrkan.
- Kårsta: Björkholmen.
- Lidingö: 1915 invigdes Betelkapellet i Skärsätra. 1926 köpte pingstförsamlingen Elim kapellet och 1944 bytte man namn till Filadelfiaförsamlingen.
- Ljusterö: Betelkapellet.
- Nacka: Forumkyrkan är ännu en av de församlingar som har gamla band till Söderförsamlingarna.
- Norrtälje: Elimkapellet/Baptistkyrkan och Norrtälje - Gud av Ljus.
- Nynäshamn: Tabernaklet/Baptistkyrkan/Centrumkyrkan.
- Rotebro: Rotebrokyrkan (tidigare Rotsundakyrkan).
- Sigtuna: Salemkapellet Sigtuna.
- Sollentuna: Helenelunds baptistkyrka, uppfördes 1936 som Helenelunds biograf och 1941 bildades Södra Sollentunas baptistförsamling. Kring 2007/2008 gick Helenelunds baptistförsamling in i Elimkyrkan på Östermalm. Därpå blev Helenelundskyrkan en del av EFK-församlingen Korskyrkan i Stockholm. Sedan 2015 är Helenelundskyrkan en del av EFK-församlingen New life.
- Storvreta: Lyckebokyrkan (tidigare Storvreta Salem).
- Sundbyberg: Rissnekyrkan. 1968 gick Hagalunds (Solna) baptistförsamling och Sundbybergs baptistförsamling samman och bildade Solna-Sundbyberg baptistförsamling och baptistkyrkan (Simeonskapellet) vid Björkgatan 2 i Hagalund såldes. 1985 flyttade Solna-Sundbybergs baptistförsamling till den nybyggda Rissnekyrkan. F.d. Sundbybergs baptistkyrka heter numera Centrumkyrkan och är en pingstförsamling.
- Södertälje: Södertälje baptistkyrka.
- Västerhaninge: Lidakyrkan (tidigare Vendelsö Elim) och Iglesia Betania.
- Trosa: Trosalundskyrkan (tidigare Baptistkapellet).
- Täby kommun: Betania.
- Uppsala: Baptistkyrkan och Valsätrakyrkan.

Därutöver har det funnits en lång rad ytterligare baptistkapell: Adelsö Betelkapell vid Gredby, Almunge Betel, Grillby Betel, Haga Vassunda Klippan, Heby Elimkapellet, Herräng Salemkapellet, Husby by Betelkapellet, Håtuna Fridhem, Häverödal-Edebo Betel, Järna Betania, Kulla Salemkapellet, Morkarla Salemkapellet, Nacka Kummelnäs Kapellet på Grävlingsberg, Nysätra Betel, Rasbo distrikt Betelkapellet, Riala Grytinge, Skogstibble Baptistkapellet, Skuru Elimkapellet, Söderön Elimkapellet, Valö-Forsmark Vamsta kapell, Vidbo Ebeneser, Väddö Gåsviks kapell, Örbyhus Betel, Örsundsbro Betania, Össeby-Garn Betania och Östuna Täby kapell, Gustavsberg Baptistkapellet